# 금호평생교육관
금호평생교육관은 광주광역시 남구 소재의 도서관이다.

## 연혁
- 1996년 4월 2일 금호교육문화회관 개관.

## 시설현황
본관
후관

## 이용 안내
이용 시간
- 종합자료실, 어린이실, 디지털자료실, 다문화자료실 동그라미: 평일 09:00~18:00 / 주말 09:00~17:00
- 각 열람실: 매일 07:00~22:00

휴관일
- 정기휴관일: 매월 첫째, 셋째주 월요일
- 일요일을 제외한 법정공휴일 (공휴일과 일요일이 겹칠경우, 휴관)
- 임시휴관일: 특별한 사유로 관장이 정한 날
- 개관기념일